# E-MOC-E
E-MOC-E je nezisková organizace, která podporuje české umělce, jejich tvorbu a prezentaci jejich díla. Cílem nadace je prezentovat české umělce prostřednictvím internetové galerie www.e-moc-e.cz. Každý rok vybírá odborná 20členná porota vítěze, kteří na podzim vystavují své dílo v kamenných galeriích, účastní se večerů poezie a koncertů hudby (Jindřišská věž, Mezibranská, Prostě kafe, Mandragora).
Kategorie umělců, které nadace podporuje:
- Malba + grafika
- Fotografie
- Hudba
- Poezie

## Porota
Od vzniku nadace se hodnocení a výběru vítězů každoročního kola účastnila řada osobností české kultury, galeristů a společenského života:
Chantal Poullain, Lukáš Hejlík, Ester Kočičková, Tereza Pokorná Herz, Václav Tobrman, Marta Marinová, Štěpánka Duchková, Elena Sonenshine, Jan Kunovský, Štěpánka Filipová, Vlasta Rydlová, Erika Merjavá, Šárka Hejnová, Danuše Siering, Jiřina Nehybová, Jan Malicher, Monika Pavlíčková, Kateřina Pospíšilová, Milan M. Deutsch, Vojtěch Morava, Milan Junek, Eliška Peroutková, Jan Kunovský, Petra Koppová.

## Historie
- Vznik: 1996
- Zakladatel a patronky: Milan M. Deutsch ve spolupráci s Kateřinou Pospíšilovou (modelka a vicemiss ČR) a Chantal Poullain.
- Rok 2016: 10. výročí. Celkem projektem prošlo 350 umělců, nadace zorganizovala 36 výstav a koncertů
- Rok 2020: 14. výročí a rekordní počet 55 soutěžících umělců ve 4 kategoriích. Celkem projektem prošlo 500 umělců a nadace zorganizovala 50 výstav a koncertů